# NK Hrvatski dragovoljac
NK Hrvatski dragovoljac ist ein kroatischer Fußballverein aus der Stadt Zagreb. 

## Geschichte
Der Verein wurde im Jahre 1975 unter dem Namen NK Trnsko 75 gegründet, ein Jahr später nach einem Zagreber Stadtteil zunächst in ONK Novi Zagreb und 1990 in NK Novi Zagreb umbenannt und erhielt 1994 schließlich den heutigen Namen. Die Umbenennung in Hrvatski dragovoljac (dt. kroatischer Freiwilliger) ist eine Reaktion auf den Kroatienkrieg.
Im Jahr 1995 gelang der Aufstieg in die erste kroatische Liga, in den Jahren 1997, 1998 und 1999 spielte der Verein im UEFA Intertoto Cup, am Ende der Spielzeit 2001/02 erfolgte der Abstieg in die zweite kroatische Liga. Seither war der Verein bestrebt, den Wiederaufstieg in die erste Liga zu erreichen. In der Saison 2008/09 scheiterte das Vorhaben in der Relegation gegen Croatia Sesvete. Allerdings gelang dem Verein in der Saison 2009/10 der Wiederaufstieg in die erste Liga, wo man jedoch nur ein einjähriges Gastspiel gab.

## Stadion

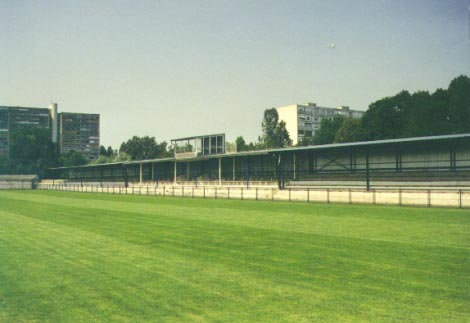
Stadion NŠC Stjepan Spajić

Das Stadion NŠC Stjepan Spajić befindet sich im Viertel Siget im Stadtteil Novi Zagreb und ist nach dem langjährigen Präsidenten des Vereins benannt, der 2004 verstarb. Bis 2006 hieß es Stadion u Sigetu.
Das Stadion fasst 5.000 Zuschauer, erfüllt allerdings nicht die UEFA-Kriterien. Internationale Spiele können dort daher nicht ausgetragen werden.

## Fans
Die Fangemeinschaft nennt sich Crni Ratnici (dt.: Schwarze Krieger). 

## Spieler
- Blaž Slišković (1994–1996)
- Goran Jurić (1995–1996)
- Vladimir Vasilj (1995–1998)
- Mario Bazina (1995–1999)
- Boris Živković (1996–1997)
- Robert Prosinečki (2000)
- Srđan Lakić (2004–2005)
- Ivan Strinić (2007–2008)
- Marcelo Brozović (2010–2011)